# Këlcyrë (kommunhuvudort i Albanien)
Këlcyrë är en kommunhuvudort i Albanien. Den ligger i distriktet Rrethi i Përmetit och prefekturen Qarku i Gjirokastrës, i den södra delen av landet. Këlcyrë ligger 205 meter över havet och antalet invånare är 4 900.
Terrängen runt Këlcyrë är bergig. Këlcyrë ligger nere i en dal. Närmaste större samhälle är Tepelenë, 14,5 km väster om Këlcyrë. 
Trakten runt Këlcyrë är en mosaik av jordbruksmark, skog och bebuggelse.